# (2700) Baikonur
(2700) Baikonur (1976 YP7; 1938 DU1; 1951 XZ; 1973 FS1) ist ein ungefähr zwölf Kilometer großer Asteroid des äußeren Hauptgürtels, der am 20. Dezember 1976 vom russischen (damals: Sowjetunion) Astronomen Nikolai Stepanowitsch Tschernych am Krim-Observatorium (Zweigstelle Nautschnyj) auf der Halbinsel Krim (IAU-Code 095) entdeckt wurde. Er gehört zur Koronis-Familie, einer Gruppe von Asteroiden, die nach (158) Koronis benannt ist.

## Benennung
(2700) Baikonur wurde nach dem Kosmodrom Baikonur, einem Weltraumbahnhof im heutigen Kasachstan nördlich der Stadt Baikonur, benannt. Er ist der erste und derzeit größte Weltraumbahnhof der Welt.